# Penang
Penang (tiếng Mã Lai: Pulau Pinang) là một bang tại Malaysia và được định danh theo đảo cấu thành nên bang. Bang Penang nằm ở vùng bờ biển tây bắc của Malaysia bán đảo, sát eo biển Malacca. Penang giáp với Kedah ở phía bắc và đông, giáp với Perak ở phía nam. Penang là bang nhỏ thứ hai tại Malaysia về diện tích sau Perlis, và là bang đông dân thứ tám. Penang gồm hai bộ phận – đảo Penang là nơi đặt trụ sở chính phủ, Seberang Perai nằm trên bán đảo Mã Lai. Penang là nơi đô thị hóa và công nghiệp hóa cao độ, là một trong các bang phát triển nhất và quan trọng nhất về mặt kinh tế tại Malaysia, đồng thời là một điểm đến du lịch phát triển mạnh. Penang có chỉ số phát triển con người cao thứ ba tại Malaysia, sau Kuala Lumpur và Selangor. Penang là bang có dân cư hỗn tạp, đa dạng cao độ về dân tộc, văn hóa, ngôn ngữ, và tôn giáo.

## Tên gọi
Người Mã Lai trước kia gọi hòn đảo này là Pulau Ka-Satu có nghĩa là "hòn đảo đầu tiên".
Địa danh "Penang" thì có gốc từ tiếng Mã Lai hiện đại là Pulau Pinang, có nghĩa là đảo quả cau (Areca catechu) họ Palmae. Penang cũng được dùng là tên của thủ phủ George Town của tiểu bang Penang tuy người Mã Lai thường dùng Tanjung để gọi lỵ sở George Town.
Sách tiếng Việt trước thế kỷ 20 gọi địa danh này là Cù lao Cau hoặc Hòn Cau. Sử nhà Nguyễn ghi là Tân Lang Dữ (梹榔嶼).

## Lịch sử
Bằng chứng khảo cổ học biểu thị rằng Penang (đảo và lãnh thổ đại lục) là nơi cư trú của người Semang-Pangan thuộc huyết thống Juru và Yen, song cả hai được xem là những nền văn hóa đã tuyệt chủng. Họ là những người săn bắn hái lượm thuộc chủng Negrito, có tầm vóc thấp và da ngăm đen, bị người Mã Lai phân tán cách nay khoảng 900 năm. Ghi chép cuối cùng về các dân cư nguyên trú tại Penang là trong thập niên 1920 tại Kubang Semang. Bằng chứng đầu tiên về khu định cư của người tiền sử tại nơi mà nay là Penang được phát hiện tại hang Guar Kepah thuộc Seberang Perai vào năm 1860. Dựa trên những đống vỏ sò và xương người, công cụ bằng đá, mảnh gốm vỡ, và thực phẩm thừa bên trong, khu định cư được ước tính có từ 3000-4000 năm tuổi. Các công cụ bằng đá khác được phát hiện tại những địa điểm khác nhau trên đảo Penang chỉ ra sự hiện diện của các khu định cư thời đại đồ đá mới có niên đại từ 5000 năm trước.

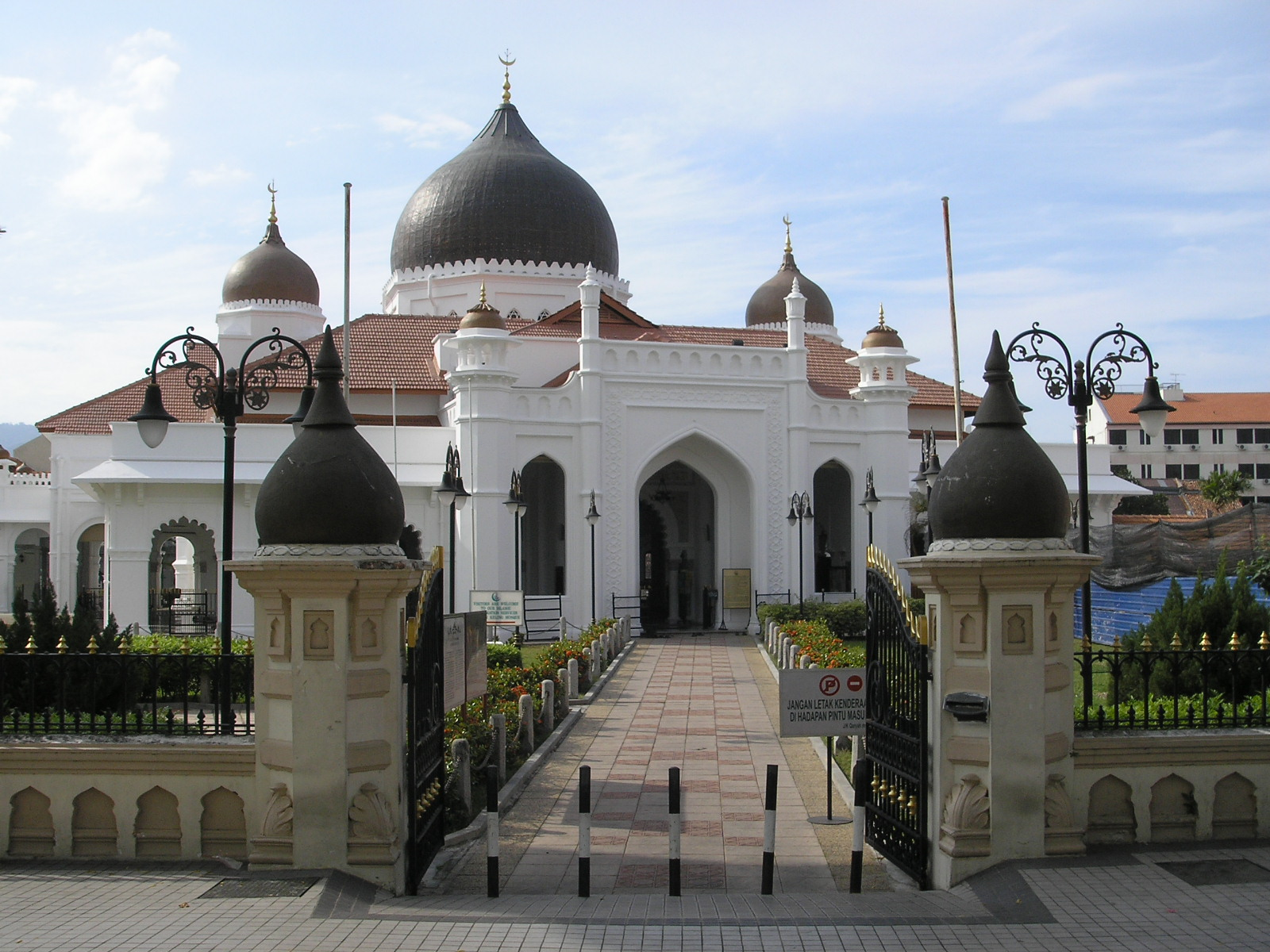
Thánh đường Kapitan Keling được xây dựng vào năm 1801.

Một trong những người Anh đầu tiên đến Penang là nhà hàng hải James Lancaster. Ngày 10 tháng 4 năm 1591, ông chỉ huy Edward Bonadventure căng buồm từ Plymouth đến Đông Ấn, đến Penang vào tháng 6 năm 1592, ở lại trên đảo cho đến tháng 9 cùng năm và cướp phá mọi thuyền mà ông bắt gặp, chỉ trở lại Anh vào tháng 5 năm 1594.
Penang nguyên là bộ phận của Vương quốc Kedah của người Mã Lai, đảo được Quốc vương Abdullah Mukarram Shah cho Thuyền trưởng Francis Light thuê, để đổi lấy sự bảo hộ quân sự trước quân đội Xiêm La và Miến Điện- những thế lực đang đe dọa Kedah. Đối với Francis Light, Penang là một địa điểm thuận tiện với mậu dịch và có một vị trí lý tưởng để ngăn chặn ảnh hưởng của Pháp và Hà Lan trong khu vực. Ngày 11 tháng 8 năm 1786, Francis Light đổ bộ lên Penang tại nơi mà về sau gọi là pháo đài Cornwallis và nắm quyền chiếm hữu chính thức với đảo nhân danh Quốc vương George III và Công ty Đông Ấn Anh, đổi tên đảo thành Prince of Wales Island nhằm vinh danh người kế vị vương vị của Anh song tên gọi chưa từng được biết đến nhiều. Penang là khu định cư đầu tiên của Anh Quốc tại Đông Nam Á, và là một trong những khu định cư đầu tiên của đế quốc sau khi để mất Mười ba thuộc địa tại Bắc Mỹ. Trong lịch sử Malaysia, sự kiện đánh dấu việc Anh Quốc tham dự vào Malaya.
Tuy vậy, Toàn quyền Ấn Độ mới của Công ty Đông Ấn Anh là Charles Cornwallis thể hiện rõ rằng mình sẽ không đứng bên Quốc vương Kedah trong tranh chấp với các quân chủ Mã Lai khác, hoặc hứa bảo hộ Kadah trước Xiêm La và Miến Điện. Francis Light không cho Quốc vương Abdullah biết về sự việc, và khi Francis Light không giữ lời hứa bảo hộ, Quốc vương tìm cách tái chiếm đảo vào năm 1790 song bất thành, và buộc phải nhượng đảo cho công ty với thù lao 6.000 đô la Tây Ban Nha mỗi năm. Francis Light kiến thiết Penang thành một cảng tự do để lôi kéo các thương nhân khỏi các thương cảng của Hà Lan nằm lân cận. Mậu dịch tại Penang tăng trưởng theo cấp số nhân ngay sau khi thành lập, các tàu thuyền đến Penang tăng từ 85 vào năm 1786 lên 3569 vào năm 1802.
Francis Light cũng khuyến khích dân nhập cư với lời hứa sẽ cấp cho họ đất đai mà họ có thể khai hoang và theo như tường trình thì bắn những đồng bạc từ súng thần công trên tàu của ông vào sâu trong rừng rậm. Nhiều người định cư ban đầu tử vong do mắc sốt rét, kể cả Francis Light, khiến Penang ban đầu được đặt biệt hiệu "mồ của dân da trắng".

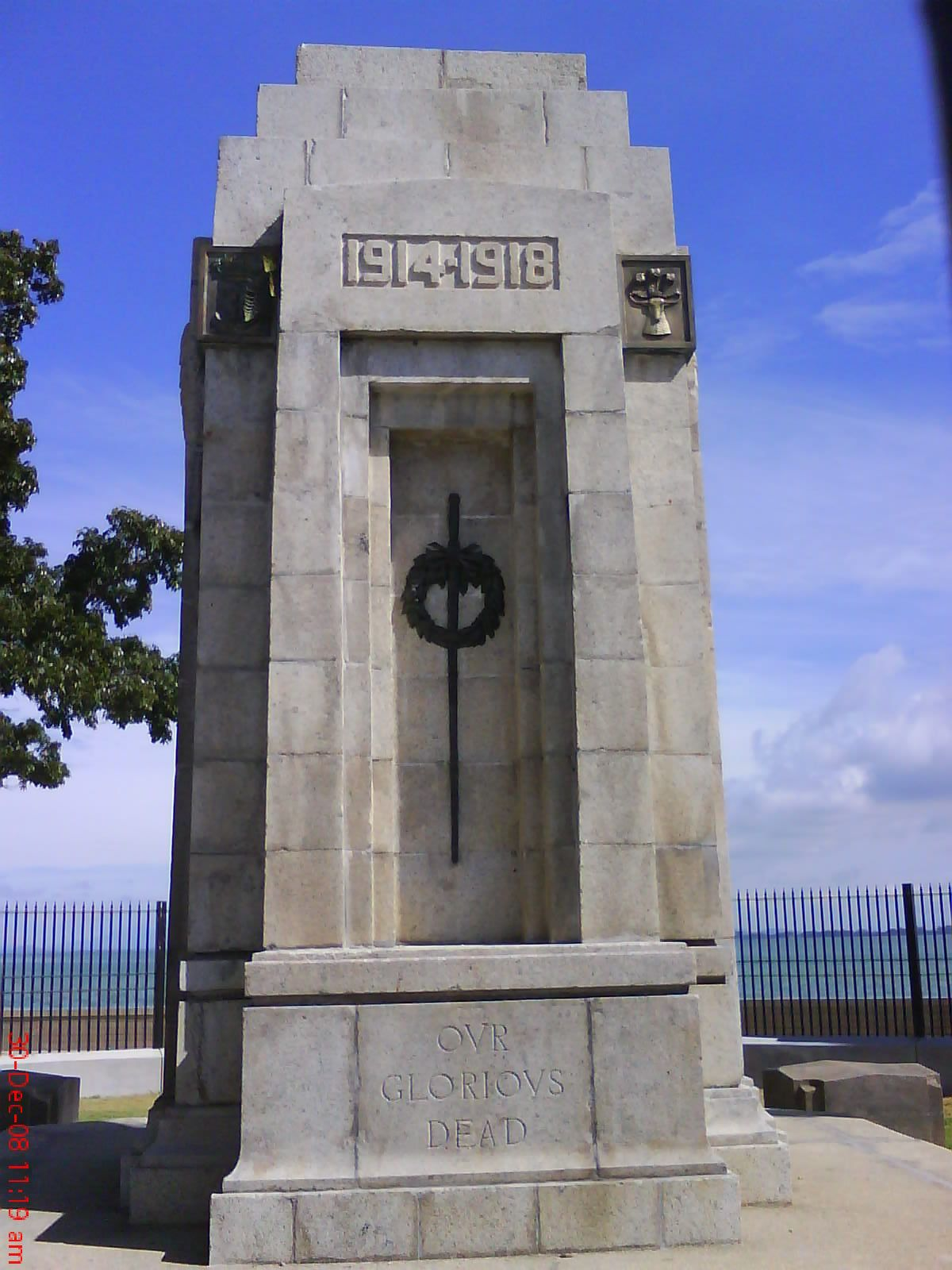
Bia kỷ niệm tại Esplanade, được dựng sau Chiến tranh thế giới thứ nhất, tưởng nhớ các liệt sĩ.

Sau khi Francis Light từ trần, Thiếu tá Arthur Wellesley đến Penang nhằm phối hợp phòng thủ đảo. Năm 1800, Phó Thống đốc George Leith chiếm được một dải đất ở bên kia eo biển để làm vùng đệm chống lại các cuộc tiến công và đặt tên cho lãnh thổ đó là tỉnh Wellesley (nay là Seberang Prai). Sau sự kiện này, số tiền phải trả mỗi năm cho Quốc vương Kedah tăng lên đến 10.000 đô la Tây Ban Nha. Hiện nay, mỗi năm chính phủ bang Penang vẫn trả 18.800 Ringgit cho Quốc vương Kedah.
Năm 1796, một khu định cư hình sự được thành lập tại Penang khi 700 phạm nhân được chuyển tới từ quần đảo Andaman. Năm 1805, Penang trở thành một khu quản hạt riêng biệt (đồng hạng với Bombay và Madras). Năm 1826, Penang hợp nhất với Singapore và Malacca thành Các khu định cư Eo biển thuộc Ấn Độ thuộc Anh, Penang là nơi đặt trị sở của chính phủ thuộc địa. Năm 1829, Penang không còn là một khu quản hạt, và tám năm sau đó vị thế thủ phủ của Các khu định cư Eo biển chuyển sang cho Singapore. Năm 1867, Các khu định cư Eo biển được lập làm một thuộc địa vương thất, nằm dưới quyền cai trị trực tiếp của Anh Quốc, trong đó có Penang.
Penang thuộc địa thịnh vượng nhờ mậu dịch hạt tiêu và các loại gia vị, tấm vải Ấn Độ, quả trầu không, thiếc, thuốc phiện, và gạo. Sự phát triển của kinh tế gia vị thúc đẩy phong trào những người Hoa tiên phong đến đảo, việc này được Anh Quốc tích cực khuyến khích. Tuy nhiên, tính ưu việt ban đầu của bến cảng sau đó bị Singapore vượt qua do nơi này có vị trí địa lý đắc địa hơn. Hiện tượng thay thế thuyền buồm bằng thuyền hơi nước vào giữa thế kỷ 19 củng cố tầm quan trọng thứ cấp của Penang sau Singapore. Các đối tác mậu dịch quan trọng nhất của Penang là Trung Quốc, Ấn Độ, Xiêm La, Sumatra, Java, Anh Quốc, cũng như các lãnh thổ khác thuộc Các khu định cư Eo biển.
Do kinh tế phát triển, dân số Penang tăng trưởng nhanh chóng, song tạo ra nhiều vấn đề như điều kiện vệ sinh, thiếu cơ sở hạ tầng đô thị, giao thông, và y tế công cộng. Các đường phố chính được mở rộng từ thủ phủ đến các trang trại phì nhiêu canh tác cây gia vị sâu hơn trong nội lục. Tuy nhiên, nhằm giải quyết tình trạng thiếu lao động trầm trọng trong các công trình công cộng, chính phủ bắt đầu tiến hành sử dụng các lao động phạm nhân người Ấn Độ với chi phí thấp. Một số lượng lớn trong số đó làm việc trên các đường phố của Penang, tiêu nước cho các đầm lầy và phát quang rừng, xây dựng mương thoát nước, và lắp đặt các đường ống nước sạch.
Trong mười ngày vào tháng 8 năm 1867, Penang trải qua bất ổn dân sự do đấu tranh giữa các bang hội Kiến Đức đường (Đại Bá công hội), do Khâu Thiên Đức liên hiệp Hồng kỳ đảng kháng cự Nghĩa Hưng công ty liên hiệp Bạch kỳ đảng, Phó Thống đốc Edward Anson sử dụng lính sepoy tăng cường để dập tắt bất ổn.
Thời điểm chuyển giao giữa hai thế kỷ, do là nơi có dân số người Hoa nhập cư lớn nên Penang là một địa điểm mà Tôn Trung Sơn gây quỹ cho các nỗ lực cách mạng chống nhà Thanh của ông. Hội nghị Penang năm 1910 với sự tham gia của Tôn Trung Sơn và các đồng chí của ông đã mở đường cho chiến thắng cuối cùng là Khởi nghĩa Vũ Xương lật đổ nhà Thanh.
Trong Chiến tranh thế giới thứ nhất, trận Penang diễn ra vào tháng 10 năm 1914 khi tàu tuần dương Đức SMS Emden bí mật đi đến Penang và đánh chìm hai chiếm hạm của Đồng Minh ở ngoài khơi bờ biển của lãnh thổ – tàu tuần dương Nga Zhemchug, và tàu phóng ngư lôi Pháp Mosquet.
Giữa hai thế chiến và trong Đại khủng hoảng, tầng lớp tinh hoa thương nghiệp tại Penang chịu nhiều thử thách song cũng chứng kiện sự nổi lên của những bạo phát hộ như Lâm Liên Đăng. Xay xát gạo, cung ứng thuốc phiện, và cầm đồ nằm trong số những ngành kinh doanh sinh lợi nhất. Năm 1922, Thân vương Wales (sau là Quốc vương Edward VIII) đến thăm Penang.
Trong Chiến tranh thế giới thứ hai, Penang bị quân Nhật oanh kích và cuối cùng thất thủ vào ngày 19 tháng 12 năm 1941 khi Anh Quốc triệt thoái đến Singapore sau khi tuyên bố George Town là một thành thị mở. Penang cũng đóng vai trò là một căn cứ U-boat cho các tàu Monsun của Đức trong chiến tranh. Việc Đồng Minh oanh kích phá hủy tòa nhà văn phòng Penang gây mất mát rất nhiều phần trong số những ghi chép của Anh Quốc và Nhật Bản về đảo, gây khó khăn rất lớn trong việc biên soạn một lịch sử toàn diện của Penang. Sau khi Nhật Bản đầu hàng, vào ngày 21 tháng 8 năm 1945 Penang Shimbun công bố phát biểu đầu hàng của Thiên hoàng. Đoàn quan chức Anh Quốc đến Penang vào ngày 1 tháng 9. Một nghi lễ chính thức nhằm đánh dấu việc Anh Quốc tái chiếm hữu Penang được tiến hành tại Swettenham Pier vào ngày 5 tháng 9 năm 1945.
Anh Quốc muốn hợp nhất quyền lực tại các thuộc địa của họ tại Malaya thành một thực thể hành chính thống nhất gọi là Liên bang Malaya, song đương thời thanh thế và hình ảnh vô địch của Anh Quốc đã bị sứt mẻ nghiêm trọng. Liên bang Malaya bị nhân dân kịch liệt bác bỏ, và để thay thế thì đến năm 1948, Liên hiệp bang Malaya được hình thành từ liên hiệp các quốc gia Mã Lai liên bang, các quốc gia Mã Lai phi liên bang, và Các khu định cư Eo biển vốn gồm cả Penang. Độc lập có vẻ là một kết thúc không thể tránh khỏi, tuy thế ý tưởng về việc sáp nhập thuộc địa Penang vào nội lục Mã Lai rộng lớn khiến cho một số bộ phận dân cư địa phương lo ngại. Phong trào ly khai Penang (hoạt động từ năm 1948 đến năm 1951) được hình thành nhằm ngăn cản việc hợp nhất Penang với Malaya, song cuối cùng không thành công do Anh Quốc không tán thành. Những người ly khai còn thực hiện nỗ lực khác nhằm gia nhập Singapore với địa vị thuộc địa vương thất, song cũng thất bại.
Penang là một bộ phận của Malaya độc lập vào năm 1957, và sau đó trở thành một bang của Malaysia vào năm 1963. Vương Bảo Ni của Công hội người Hoa Malaysia (MCA) là thủ tịch bộ trưởng đầu tiên của Penang.
Tình trạng là bến cảng tự do của Penang bị chính phủ liên bang đột ngột bãi bỏ vào năm 1969. Bất chấp trở ngại đột ngội này, từ thập niên 1970 đến cuối thấp niên 1990, chính phủ của Thủ tịch bộ trưởng Lâm Thương Hựu kiến thiết một trong các cơ sở chế tạo điện tử lớn nhất tại châu Á là khu thương mại tự do Bayan Lepas nằm tại phần đông nam của đảo.
Ngày 7 tháng 7 năm 2008, thủ phủ lịch sử của Penang là George Town chính thức trở thành một Di sản thế giới, cùng với Malacca. Địa danh được chính thức công nhận là có "phong cảnh đô thị độc đáo về kiến trúc và văn hóa mà không tương tự như bất cứ nơi nào tại Đông và Đông Nam Á".
Động đất Ấn Độ Dương năm 2004 tấn công bờ biển đảo Penang, khiến 52 người thiệt mạng (trong khi toàn quốc có 68 người thiệt mạng), bờ biển phía tây chịu thiệt hại nặng nề nhất.

## Địa lý

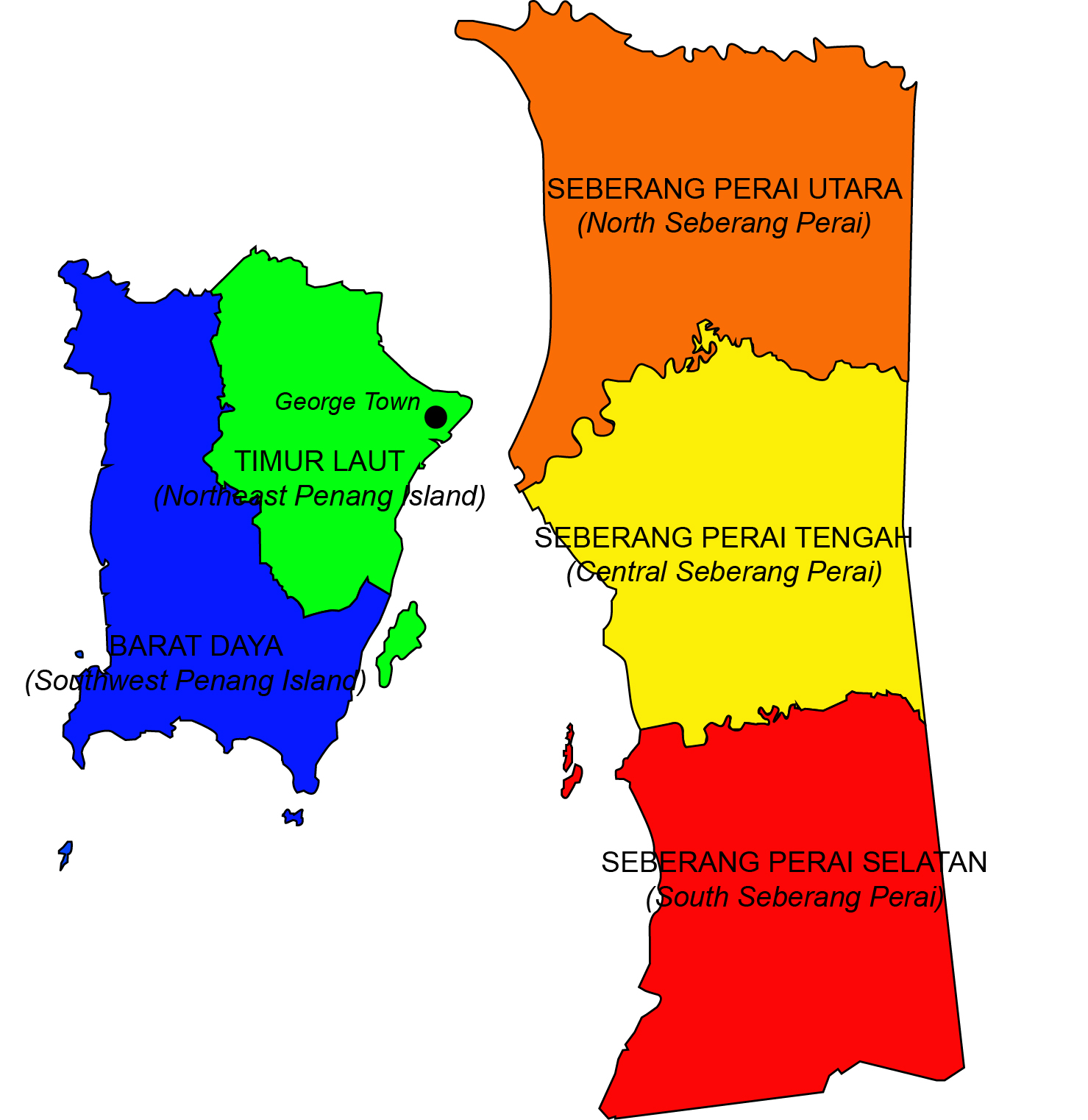
Năm huyện của bang Penang.

Về phương diện địa lý, Penang được chia thành hai khu vực:
- Đảo Penang (Pulau Pinang): có diện tích 293 km2 (113 dặm vuông Anh) tại eo biển Malacca; và
- Seberang Perai: một dải nội lục hẹp có diện tích 753 km2 (291 dặm vuông Anh) trên bán đảo Mã Lai, cách đảo Penang qua một eo biển hẹp có chiều rộng nhỏ nhất là 4 km (2,5 mi). Dải đất này giáp Kedah ở phía đông và phía bắc, và giáp Perak ở phía nam.

Vùng biển giữa đảo Penang và Seberang Perai gồm có North Channel ở phía bắc của George Town và South Channel ở phía nam của nó. Đảo Penang có hình dạng không đều, vùng nội địa granit, nhiều đồi và hầu như được rừng bao phủ. Các đồng bằng duyên hải hẹp, rộng nhất trong số đó là tại đông bắc. Về tổng thể, đảo có thể được phân thành năm khu vực:
- Các đồng bằng phía đông bắc tạo thành một mũi đất hình tam giác, tại đây có thủ phủ của bang. Đây là khu vực nội thị có mật độ dân số cao, là trung tâm hành chính, thương mại, và văn hóa của Penang.
- Phần đông nam từng có các cánh đồng lúa và cây đước, song hiện hoàn toàn bị biến đổi thành các khu đô thị và công nghiệp.
- Phần tây bắc gồm có các bãi biển ven rìa, có các khách sạn và dinh thự nghỉ dưỡng.
- Phần tây nam gồm có những vùng quanh cảnh nông thôn rộng lớn duy nhất với các làng chài, vườn cây ăn quả, và đước.
- Dãy đồi trung tâm có đỉnh cao nhất là Western Hill với cao độ 830 mét trên mực nước biển.

Seberang Perai chiếm hơn một nửa diện tích của Penang, có địa hình chủ yếu là bằng phẳng ngoại trừ đô thị Bukit Mertajam. Khu vực có đường bờ biển dài, phần lớn có rừng ngập mặn. Butterworth là đô thị chính tại Seberang Perai, nằm dọc cửa sông Perai và đối diện với George Town với khoảng cách 3 km (1,9 mi) qua eo biển.
Đảo Penang gồm có hai huyện:
- Huyện Đông Bắc
- Huyện Tây Nam

Seberang Perai gồm có ba huyện:
- Huyện Bắc Seberang Perai
- Huyện Trung Seberang Perai
- Huyện Nam Seberang Perai

Do thiếu đất đai để phát triển, một vài dự án cải tạo đất được tiến hành nhằm tạo ra vùng đất thấp phù hợp tại các khu vực có nhu cầu cao như Tanjung Tokong, Jelutong và Queensbay. Các dự án này ảnh hưởng đến biến đổi dòng thủy chiều dọc theo các khu vực duyên hải của đảo Penang và gây ra sự lắng bùng của Gurney Drive sau khi cải tạo Tanjung Tokong.
Các sông chính tại Penang gồm có sông Pinang, Air Itam, Gelugor, Dondang, Teluk Bahang, Tukun, Betung, và Prai. Sông Muda tách biệt Penang với Kedah ở phía bắc, trong khi sông Kerian tạo thành ranh giới giữa Penang, Kedah, và Perak. Sông Kerian nổi tiếng với những bầy đom đóm.
Giống như phần còn lại của Malaysia, Penang có khí hậu nhiệt đới, chính xác hơn là khí hậu rừng mưa nhiệt đới tiếp giáp với khí hậu nhiệt đới gió mùa, song Penang trải qua điều kiện hơi khô hơn từ tháng 12 đến tháng 2. Khí hậu chịu ảnh hưởng lớn từ vùng biển xung quanh và chế độ gió. Do nằm gần Sumatra, Indonesia nên Penang dễ bị ảnh hưởng từ các hạt bụi do gió mang đến từ các đám cháy rừng, tạo nên một hiện tượng gọi là khói mù].
| Dữ liệu khí hậu của Penang        | Dữ liệu khí hậu của Penang | Dữ liệu khí hậu của Penang | Dữ liệu khí hậu của Penang | Dữ liệu khí hậu của Penang | Dữ liệu khí hậu của Penang | Dữ liệu khí hậu của Penang | Dữ liệu khí hậu của Penang | Dữ liệu khí hậu của Penang | Dữ liệu khí hậu của Penang | Dữ liệu khí hậu của Penang | Dữ liệu khí hậu của Penang | Dữ liệu khí hậu của Penang | Dữ liệu khí hậu của Penang |
| Tháng                             | 1                          | 2                          | 3                          | 4                          | 5                          | 6                          | 7                          | 8                          | 9                          | 10                         | 11                         | 12                         | Năm                        |
| --------------------------------- | -------------------------- | -------------------------- | -------------------------- | -------------------------- | -------------------------- | -------------------------- | -------------------------- | -------------------------- | -------------------------- | -------------------------- | -------------------------- | -------------------------- | -------------------------- |
| Trung bình ngày tối đa °C (°F)    | 31.6 (88.9)                | 32.2 (90.0)                | 32.2 (90.0)                | 31.9 (89.4)                | 31.6 (88.9)                | 31.4 (88.5)                | 31.0 (87.8)                | 30.9 (87.6)                | 30.4 (86.7)                | 30.4 (86.7)                | 30.7 (87.3)                | 31.1 (88.0)                | 31.3 (88.2)                |
| Trung bình ngày °C (°F)           | 26.9 (80.4)                | 27.4 (81.3)                | 27.6 (81.7)                | 27.7 (81.9)                | 27.6 (81.7)                | 27.3 (81.1)                | 26.9 (80.4)                | 26.8 (80.2)                | 26.5 (79.7)                | 26.4 (79.5)                | 26.5 (79.7)                | 26.7 (80.1)                | 27.0 (80.6)                |
| Tối thiểu trung bình ngày °C (°F) | 23.2 (73.8)                | 23.5 (74.3)                | 23.7 (74.7)                | 24.1 (75.4)                | 24.2 (75.6)                | 23.8 (74.8)                | 23.4 (74.1)                | 23.4 (74.1)                | 23.2 (73.8)                | 23.3 (73.9)                | 23.3 (73.9)                | 23.4 (74.1)                | 23.5 (74.4)                |
| Lượng mưa trung bình mm (inches)  | 68.7 (2.70)                | 71.7 (2.82)                | 146.4 (5.76)               | 220.5 (8.68)               | 203.4 (8.01)               | 178.0 (7.01)               | 192.1 (7.56)               | 242.4 (9.54)               | 356.1 (14.02)              | 383.0 (15.08)              | 231.8 (9.13)               | 113.5 (4.47)               | 2.407,6 (94.79)            |
| Số ngày mưa trung bình (≥ 1.0 mm) | 5                          | 6                          | 9                          | 14                         | 14                         | 11                         | 12                         | 14                         | 18                         | 19                         | 15                         | 9                          | 146                        |
| Số giờ nắng trung bình tháng      | 248.8                      | 233.2                      | 235.3                      | 224.5                      | 203.6                      | 202.4                      | 205.5                      | 188.8                      | 161.0                      | 170.2                      | 182.1                      | 209.0                      | 2.464,4                    |
| Nguồn: NOAA                       |                            |                            |                            |                            |                            |                            |                            |                            |                            |                            |                            |                            |                            |

## Nhân khẩu
Penang là bang có mật độ dân số cao nhất tại Malaysia với 1.450,5 người/km². Dân số Penang là 1.520.143 vào năm 2010.
| Điều tra | Dân số    | Dân số  |
| -------- | --------- | ------- |
| 1786     | dưới 100  |         |
| 1812     | 26.107    | 26107   |
| 1820     | 35.035    | 35035   |
| 1842     | 40.499    | 40499   |
| 1860     | 124.772   | 124772  |
| 1871     | 133.230   | 133230  |
| 1881     | 188.245   | 188245  |
| 1891     | 232.003   | 232003  |
| 1901     | 248.207   | 248207  |
| 1911     | 278.000   | 278000  |
| 1921     | 292.484   | 292484  |
| 1931     | 340.259   | 340259  |
| 1941     | 419.047   | 419047  |
| 1947     | 446.321   | 446321  |
| 1957     | 572.100   | 572100  |
| 1970     | 776.124   | 776124  |
| 1980     | 900.772   | 900772  |
| 1991     | 1.064.166 | 1064166 |
| 2000     | 1.313.449 | 1313449 |
| 2010     | 1.520.143 | 1520143 |

| Thành phần dân tộc ở bang Penang (2018) | Thành phần dân tộc ở bang Penang (2018) | Thành phần dân tộc ở bang Penang (2018) | Thành phần dân tộc ở bang Penang (2018) | Thành phần dân tộc ở bang Penang (2018) |
| --------------------------------------- | --------------------------------------- | --------------------------------------- | --------------------------------------- | --------------------------------------- |
| Tên dân tộc                             | Tên dân tộc                             |                                         | Tỷ lệ                                   | Tỷ lệ                                   |
| Bumiputera                              | Bumiputera                              |                                         | 42.25%                                  | 42.25%                                  |
| Người Hoa                               | Người Hoa                               |                                         | 39.42%                                  | 39.42%                                  |
| Người Ấn                                | Người Ấn                                |                                         | 9.43%                                   | 9.43%                                   |
| Khác                                    | Khác                                    |                                         | 0.28%                                   | 0.28%                                   |
| Người nước ngoài                        | Người nước ngoài                        |                                         | 8.62%                                   | 8.62%                                   |

| Tôn giáo tại Penang – Điều tra 2010 | Tôn giáo tại Penang – Điều tra 2010 | Tôn giáo tại Penang – Điều tra 2010 | Tôn giáo tại Penang – Điều tra 2010 | Tôn giáo tại Penang – Điều tra 2010 |
| ----------------------------------- | ----------------------------------- | ----------------------------------- | ----------------------------------- | ----------------------------------- |
| tôn giáo                            | tôn giáo                            |                                     | tỷ lệ                               | tỷ lệ                               |
| Hồi giáo                            | Hồi giáo                            |                                     | 44.6%                               | 44.6%                               |
| Phật giáo                           | Phật giáo                           |                                     | 35.6%                               | 35.6%                               |
| Ấn Độ giáo                          | Ấn Độ giáo                          |                                     | 8.7%                                | 8.7%                                |
| Ki-tô giáo                          | Ki-tô giáo                          |                                     | 5.1%                                | 5.1%                                |
| Tôn giáo dân gian Trung Hoa         | Tôn giáo dân gian Trung Hoa         |                                     | 4.6%                                | 4.6%                                |
| Khác                                | Khác                                |                                     | 1.0%                                | 1.0%                                |
| Không tôn giáo                      | Không tôn giáo                      |                                     | 0.4%                                | 0.4%                                |

- Đảo Penang có dân số là 704.376 vào năm 2010 và mật độ dân số là 2.372 người/km². Đảo Penang là đảo đông dân nhất tại Malaysia, và cũng là một đảo có mật độ dân số cao nhất quốc gia.
- Seberang Perai là phần lục địa của bang Penang, có dân số là 815.767 người theo điều tra năm 2010, và mật độ dân số là 1.086 người/km².

Thành phần dân tộc năm 2010 là:
- người Hoa: 45,6%
- Bumiputra (người Mã Lai và các dân tộc bản địa khác): 43,6%
- người Ấn: 10,4%
- Khác: 0,4%

Penang có khoảng 70.000 đến 80.000 công nhân nhập cư, đặc biệt là từ Indonesia, Myanmar, Việt Nam, Thái Lan, và các quốc gia Nam Á, hầu hết họ làm việc giúp việc gia đình, dịch vụ, chế tạo, xây dựng, đồn điền, và nông nghiệp.
Penang thời thực dân là một nơi toàn cầu chủ nghĩa, ngoài những người Âu và các cư dân đa sắc tộc tại địa phương, nơi này còn có các cộng đồng người Xiêm, người Miến, người Philippines, người Ceylon người Âu-Á, người Nhật, người Sumatra, người Ả Rập, người Armenia, người Bái Hỏa giáo. Một cộng đồng người Đức cũng tồn tại ở Penang, có quy mô nhỏ song quan trọng về thương mại. Mặc dù hiện nay hầu hết các cộng đồng này không còn tồn tại, song di sản của họ vẫn còn thông qua tên các đường phố và địa điểm.
Có một khu Do Thái tại Penang trước Chiến tranh thế giới thứ hai. Penang hiện có một lượng khá lớn cư dân tha hương, đặc biệt là từ Nhật Bản, các quốc gia châu Á khác và Anh Quốc, nhiều người trong số họ định cư tại Penang sau khi nghỉ hưu theo Chương trình "Malaysia Quê hương thứ hai của tôi".

### Peranakan

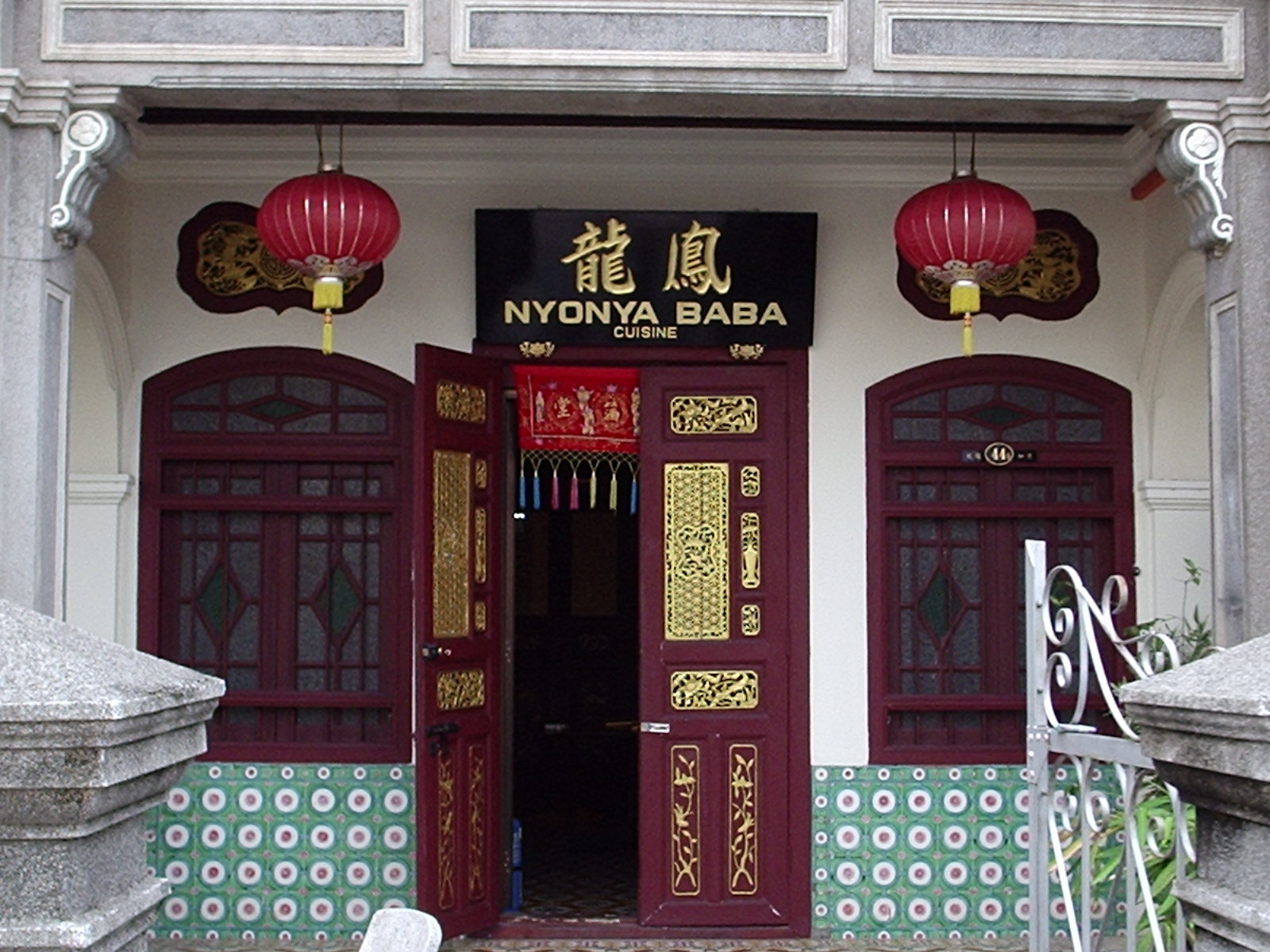
Một nhà hàng phục vụ ẩm thực Baba-Nyonya.

Peranakan, cũng được gọi là người Hoa Eo biển hay Baba-Nyonya, là hậu duệ của những người Hoa nhập cư sớm đến Penang, Malacca và Singapore. Họ tiếp nhận một phần phong tục Mã Lai và nói một ngôn ngữ bồi Hoa-Mã Lai, nhiều từ trong đó đóng góp vào từ vựng của tiếng Phúc Kiến Penang. Cộng đồng Peranakan có bản sắc riêng biệt về thực phẩm, y phục, nghi lễ, thủ công nghiệp và văn hóa. Hầu hết người Peranakan thực hành một dạng chiến trung của thờ cúng tổ tiên và tôn giáo Trung Hoa, và một số là tín hữu Ki-tô giáo. Họ kiêu hãnh rằng bản thân biết nói tiếng Anh và phân biệt mình với những người Hoa mới đến. Người Peranakan có một văn hóa sinh hoạt, song hiện gần như đã mai một do họ bị tái hấp thu và cộng đồng người Hoa chủ đạo, hoặc bị Tây hóa. Tuy nhiên, di sản của họ vẫn tồn tại trong kiến trúc, ẩm thực, y phục nyonya kebaya tỉ mỉ và thủ công nghiệp tinh tế.

### Ngôn ngữ
Các ngôn ngữ chung tại Penang, tùy thuộc theo tầng lớp xã hội, phạm vi xã hội, bối cảnh dân tộc là tiếng Mã Lai, Quan thoại, tiếng Anh, tiếng Phúc Kiến Penang, và tiếng Tamil. Quan thoại được giảng dạy tại các trường tiếng Hoa, và ngày càng có nhiều người nói.
Tiếng Phúc Kiến Penang là một biến thể của tiếng Mân Nam và được nói rộng rãi bởi một tỷ lệ đáng kể dân cư Penang. Nhiều sĩ quan cảnh sát cũng tham gia một khóa học tiếng Phúc Kiến. Nó có sự tương đồng cao với ngôn ngữ của những người Hoa sống tại thành phố Medan của Indonesia và dựa trên phương ngữ Mân Nam tại Chương Châu, Phúc Kiến. Hầu hết người nói tiếng Phúc Kiến Penang không biết viết tiếng Phúc Kiến mà chỉ biết đọc và viết Quan thoại, tiếng Anh và/hoặc tiếng Mã Lai. Các phương ngữ tiếng Hoa khác, gồm có tiếng Khách Gia, tiếng Quảng Đông, và tiếng Triều Châu.
Tiếng Mã Lai là ngôn ngữ của dân cư bản địa, cũng là ngôn ngữ chính thức của bang, là phương tiện giảng dạy trong các trường học quốc gia. Tiếng Mã Lai tại Penang thuộc phương ngữ miền bắc, có những từ đặc trưng như "hang", "depa", và "kupang". Âm tiết kết thúc bằng "a" được nhấn mạnh.
Tiếng Anh là một di sản từ thời thực dân, là một ngôn ngữ làm việc được sử dụng rộng rãi trong thương mại, giáo dục, và nghệ thuật. Tiếng Anh được sử dụng trong bối cảnh chính thức chủ yếu là tiếng Anh-Anh. Tiếng Anh khẩu ngữ thường là một dạng tiếng bồi gọi là Manglish.

## Kinh tế

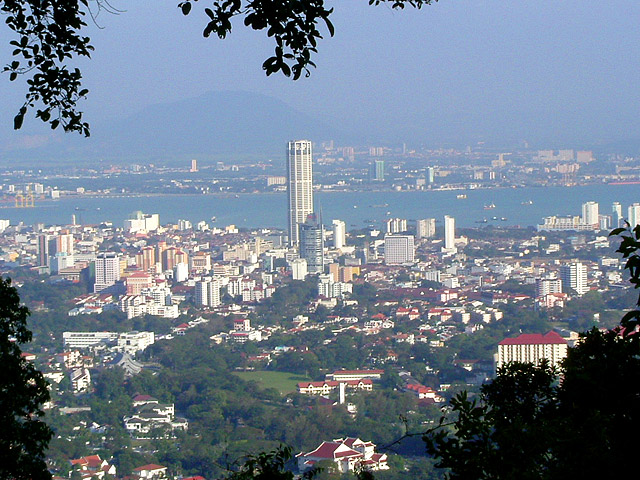
Tháp KOMTAR 64 tầng tại George Town là tòa nhà cao nhất tại Penang.

Penang là nền kinh tế lớn nhất trong số các bang tại Malaysia. Penang là bang có GDP đầu người cao nhất tại Malaysia vào năm 2010 với 33.456 RM (10.893 USD) Chế tạo là bộ phận quan trọng nhất trong kinh tế Penang, đóng góp 45,9% vào GDP của bang (2000). Phần phía nam của đảo Penang được công nghiệp hóa cao độ với các nhà máy điện tử công nghệ cao (như của Dell, Intel, AMD, Altera, Motorola, Agilent, Renesas, Osram, Plexus Corporation, Bosch và Seagate) trong khu công nghiệp tự do Bayan Lepas – tạo cho Penang biệt danh đảo Silicon.
Tuy nhiên, đầu tư trực tiếp nước ngoài vào Penang suy giảm dần trong những năm gần đây do các yếu tố như chi phí lao động rẻ hơn tại Ấn Độ và Trung Quốc. Năm 2010, Penang có tổng đầu tư tư bản cao nhất toàn quốc, bang thu hút 12,2 tỷ RM giá trị đầu tư, chiếm 26% tổng vốn đầu tư toàn quốc trong năm.
Mậu dịch trung chuyển suy giảm rất lớn, một phần là do Penang bị mất địa vị cảng tự do và do sự phát triển tích cực của cảng Klang gần thủ đô Kuala Lumpur. Tuy nhiên, có một ga đầu cuối container tại Butterworth, tiếp tục phục vụ khu vực vực bắc bộ của Malaysia bán đảo. Trong số các lĩnh vực quan trọng khác trong kinh tế Penang, có du lịch, tài chính, hàng hải. Penang hiện vẫn là một trung tâm ngân hàng với các chi nhánh của Citibank, United Overseas Bank, Bank of China và Bank Negara Malaysia (ngân hàng trung ương Malaysia)cùng với các ngân hàng địa phương.
Năm 2008, đất nông nghiệp tại Penang được sử dụng cho dầu cọ (13.504 ha), ruộng (12.782), cao su (10.838), cây ăn quả (7.009), dừa (1.966), rau (489), cây công nghiệp (198), gia vị (197), cacao (9), và các loại cây khác (41). Hai sản phẩm địa phương mà Penang nổi tiếng là sầu riêng và nhục đậu khấu. Chăn nuôi chủ yếu là gia cầm và lợn. Các lĩnh vực khác là ngư nghiệp và nuôi trồng thủy sản, và các ngành mới nổi như nuôi cá cảnh hay trồng hoa. Do diện tích đất hạn chế và tính chất công nghiệp hóa cao độ của kinh tế Penang, nông nghiệp ít được nhấn mạnh. Trên thực tế, nông nghiệp là lĩnh vực duy nhất tăng trưởng âm trong bang, chỉ đóng góp 1,3% GDP vào năm 2000.

## Giao thông
Đảo Penang kết nối với đại lục qua cầu Penang được hoàn thành vào năm 1985 với chiều dài 13,5 km (8,4 mi), có ba làn đường mỗi chiều. Cầu Sultan Abdul Halim Muadzam Shah dài 24 km kết nối Batu Maung ở phần đông nam của đảo với Batu Kawan tại đại lục, được khánh thành vào đầu năm 2014. Xa lộ Nam-Bắc dài 966 km đi qua Seberang Perai, xa lộ kết nối các thành thị lớn ở phía tây Malaysia bán đảo.
Sân bay quốc tế Penang (PEN) nằm tại Bayan Lepas ở phía nam của đảo. Sân bay đóng vai trò là cửa ngõ phía bắc của Malaysia và là trung tâm hàng không thứ cấp. Sân bay có chuyến bay trực tiếp đến các thành phố khác của Malaysia, có kết nối thường xuyên với các thành phố lớn của châu Á như Bangkok, Jakarta, Singapore, Hồng Kông, Đài Bắc và Quảng Châu.
Dịch vụ phà vượt biển duy nhất do Penang Ferry Service cung cấp, kết nối George Town với Butterworth, và là liên kết duy nhất giữa đảo và đại lục cho đến khi cầu Penang khánh thành vào năm 1985. Hàng ngày cũng có các tuyến phà cao tốc đến đảo nghỉ dưỡng Langkawi ở Kedah hay đến Medan. Cảng Penang giữa vai trò hàng đầu trong ngành hàng hải toàn quốc, kết nối Penang với trên 200 cảng toàn cầu.